# Dichlofluanid
Dichlofluanid ist eine organische chemische Verbindung, die als Wirkstoff in Fungiziden für den Obst- und Pflanzenanbau und in Holzschutzmitteln enthalten ist.

## Geschichte
Dichlofluanid wurde von der Bayer AG entwickelt und 1965 in den Markt gebracht. Bis zum Jahr 2003 wurde vom Hersteller keine neue Zulassung gemäß Richtlinie 91/414/EWG des Rates der Europäischen Gemeinschaft beantragt, so dass der Wirkstoff damit praktisch vom Markt genommen wurde.

## Darstellung und Gewinnung
Die Synthese der Verbindung erfolgt durch die Umsetzung von Anilinodimethylaminosulfon mit Dichlorfluormethansulfenylchlorid in Gegenwart von Triethylamin.
Dichlorfluormethylsulfenylchlorid kann durch einen Chlor-Fluor-Austausch aus Trichlormethansulfenylchlorid mittels Quecksilber(II)-fluorid oder Silber(I)-fluorid erhalten werden.

## Eigenschaften
Die Verbindung bildet farblose Kristalle, die bei 105 °C schmelzen. Ein Siedepunkt konnte nicht beobachtet werden. Oberhalb von 120 °C wird eine Sublimation beobachtet. Die Verbindung ist in Wasser nur sehr schwer löslich. Sie beträgt bei pH4 0,92 mg·l−1 bei 10 °C, 1,58 mg·l−1 bei 20 °C sowie 2,69 mg·l−1 bei 30 °C. Die Löslichkeit hängt im Bereich von pH 4–9 nicht vom pH-Wert ab. Bei höheren pH-Werten erfolgt die Hydrolyse. In organischen Lösungsmitteln wird eine wesentlich bessere Löslichkeit beobachtet. Diese beträgt in Xylol 81,2 g·l−1, in 2-Methyl-2,4-pentandiol 20,7 g·l−1 und in Propylenglycoldimethylether 86,4 g·l−1. Als Metabolit des Fungizids entsteht Dimethylsulfamid.

## Verwendung
Der Wirkstoff wurde unter dem Handelsnamen Euparen im Zierpflanzenbau gegen Grauschimmelfäule, gegen Rosenmehltau, gegen die Blattfallkrankheit, gegen die Kraut- und Braunfäule an Tomaten sowie bei der Gurke gegen Echten Mehltau eingesetzt.

## Zulassung
Dichlofluanid ist in der Europäischen Union kein zulässiger Wirkstoff von Pflanzenschutzmitteln. In Deutschland, Österreich und der Schweiz ist Dichlofluanid in keinem zugelassenen Pflanzenschutzmittel enthalten.
Es hat eine Biozid-Zulassung in der EEA und Schweiz als Antifoulingmittel bis 31. Dezember 2025.
Das Europäische Arzneibuch legt als Grenzwert für Dichlofluanid-Rückstände in pflanzlichen Drogen 0,1 mg·kg−1 fest.